# Мюнхен (аэропорт)

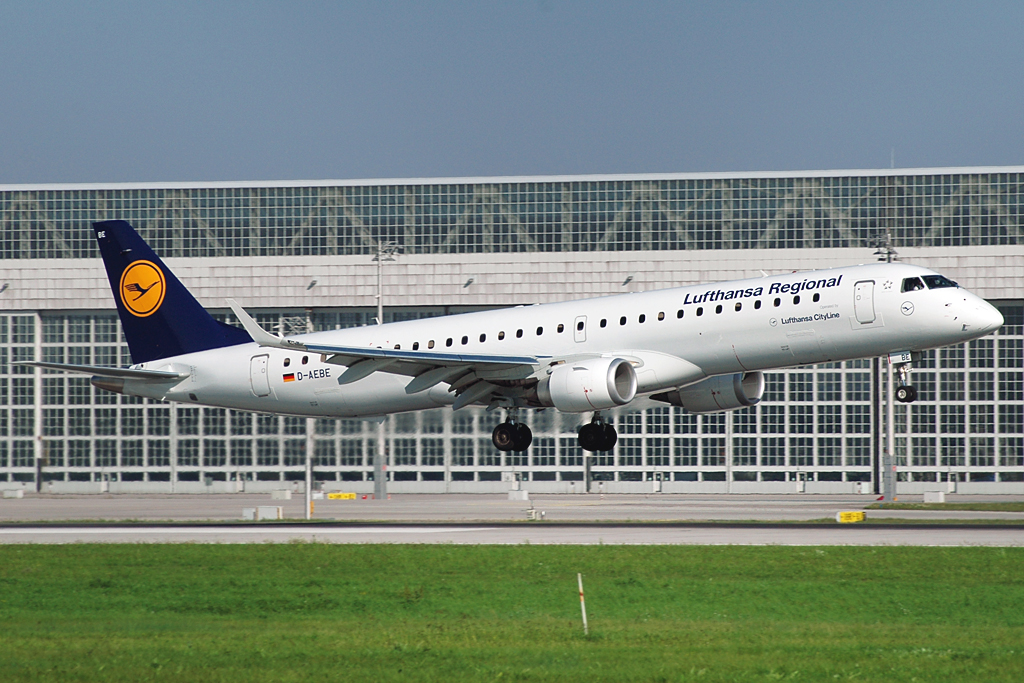
Lufthansa Regional Embraer E195

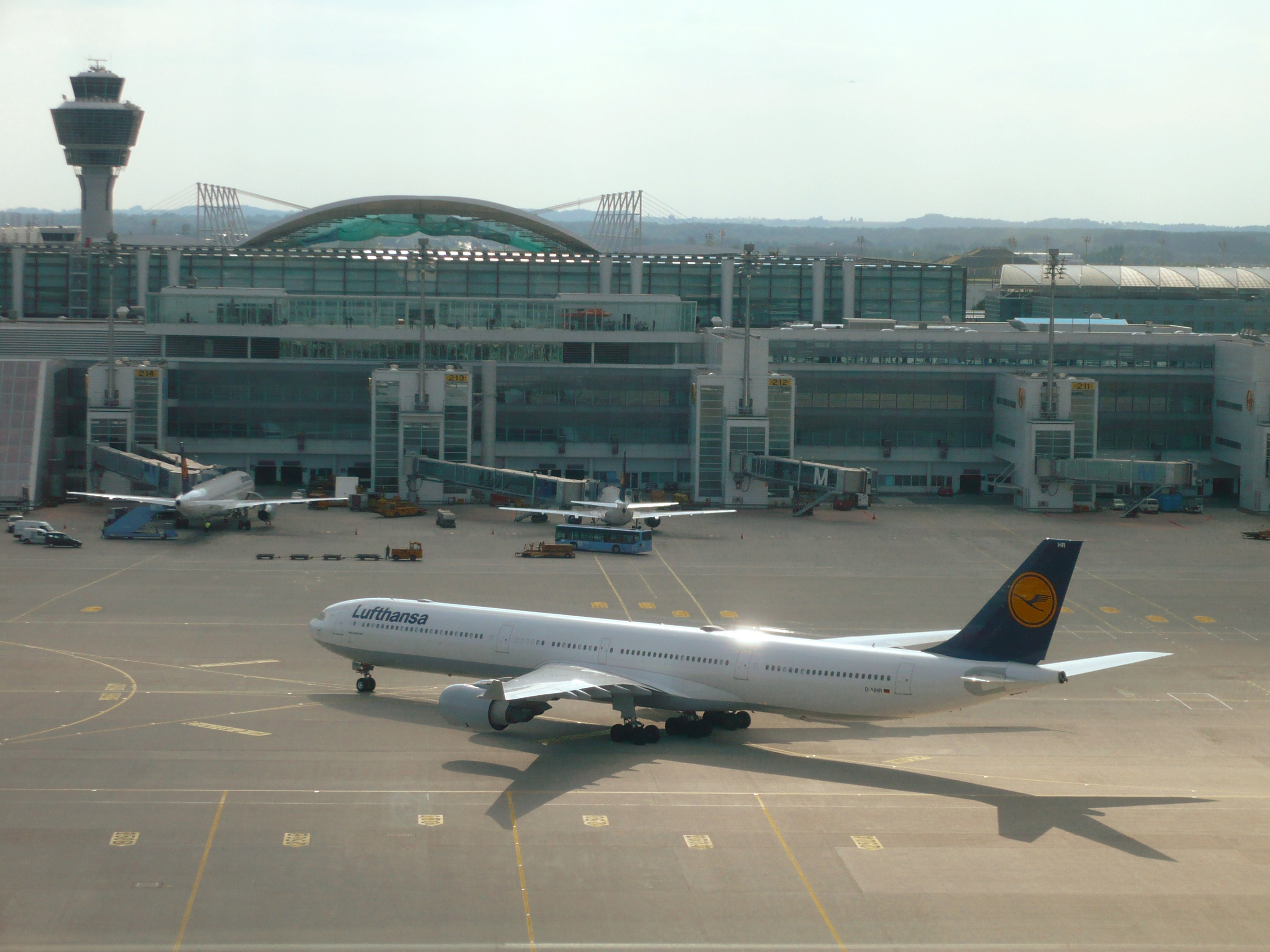
Airbus A340-600 Lufthansa

Международный аэропо́рт Мю́нхен имени Франца-Йозефа Штрауса (нем. Flughafen München «Franz Josef Strauß») — международный аэропорт, расположенный в Верхней Баварии в округах Фрайзинг и Эрдинг в местности Эрдингер Моос. Аэропорт назван именем бывшего премьер-министра Баварии Франца-Йозефа Штрауса. Аэропорт был построен, чтобы обеспечить перевозку постоянно возрастающего потока пассажиров, так как аэропорт Мюнхен-Рием (нем. München-Riem) уже не справлялся с этими задачами, введён в эксплуатацию 17 мая 1992 года.
Аэропорт Мюнхен — второй в Германии, после аэропорта Франкфурта-на-Майне, по количеству обслуживаемых пассажиров. На внутренних воздушных линиях он обслуживает более 9 миллионов пассажиров — больше всех в Германии. Является базовым для немецкой национальной компании «Люфтганза».
В 2020 году аэропорт был удостоен награды Skytrax World Airport Awards как самый лучший среди аэропортов мира с годовым пассажиропотоком от 40 до 50 миллионов человек.

## История

### Развитие
С 1939 по 1992 годы Мюнхен обслуживал аэропорт Мюнхен-Рим. Первые планы по расширению или строительству нового аэропорта были высказаны в 1954 году по причине увеличения трафика и плотности населения. Решение строить новый аэропорт в Эрдингер Моос было принято 5 августа 1969 года правительством Баварии. Когда строительство началось 3 ноября 1980 года, деревня Францхайм была снесена и около 500 её жителей были переселены. Аэропорт расположен на территории четырёх разных муниципалитетов: Обердинг (здесь расположены терминалы; район Эрдинг), Халльбергмос, Фрайзинг и Марцлинг в районе Фрайзинг.
Аэропорт назван в честь Франца Йозефа Штрауса, который играл важную роль в политической жизни ФРГ с 1950 года до своей смерти в 1988. Штраус долгое время занимал пост премьер-министра Баварии, где находится аэропорт, и решение о его строительстве было принято под его руководством. Штраус, будучи сам пилотом, имел особый интерес в авиационной промышленности. Он считается одним из основателей фирмы Airbus, а также был членом совета её директоров. Полное название аэропорта «Flughafen München Franz Josef Strauß» встречается редко. Компания, которая владеет и управляет аэропортом называется «Flughafen München GmbH», её символом является «M — Flughafen München» или «M — Munich Airport». Жители Мюнхена и его окрестностей используют термин «Flughafen München» (аэропорт Мюнхен), иногда «Flughafen München II» чтобы отличать его от старого аэропорта, или просто «MUC» по его коду IATA.

### Деятельность
Новый мюнхенский аэропорт начал свою деятельность 17 мая 1992 года, когда все операции были перенесены из старого аэропорта Мюнхен-Рим, который был закрыт незадолго до полуночи за день до этого. Так как её домашний аэропорт во Франкфурте уже тогда был перегружен, Lufthansa основала второй хаб в Мюнхене, предлагая несколько ближне- и дальнемагистральных рейсов через Мюнхен в дополнение к Франкфурту. В то время, как Люфтганза обслуживает больше европейских рейсов из аэропорта Мюнхена, Франкфурт обслуживает больше интерконтинентальных маршрутов.
В 1996 году аэропорт обогнал Дюссельдорф и стал вторым самым загруженным в Германии, сегодня он обслуживает примерно в два раза больше пассажиров, чем третий по загруженности аэропорт ФРГ.
В мае 1999 года здесь начала работу первая в ФРГ водородная заправочная станция (она принадлежала компании «БМВ» и использовалась для заправки экспериментальных автомобилей БМВ и автобусов MAN).
Между 1995 и 2006 годами число пассажиров удвоилось с менее чем 15 млн в год до более чем 30 млн пассажиров в год, несмотря на террористические атаки 11 сентября в 2001 и 2002 году.
В июне 2003 года было закончено строительство Терминала 2. Он был открыт для обслуживания рейсов компании Lufthansa и её партнёров по альянсу Star Alliance.
В ноябре 2013 года аэропорт представил свой первый новый корпоративный дизайн с момента своего открытия. Большая буква 'М' написана новым шрифтом, и был добавлен штрих, который меняет цвета. Существуют также анимационные меняющие цвета версии знака 'M', которые можно увидеть по всей территории аэропорта, например, на главной подъездной дороге или у нового здания-спутника Терминала 2.
В мае 2015 года мюнхенский аэропорт стал первым аэропортом за пределами Азии, который получил звание «5-Star Airport» (пятизвёздочный аэропорт) по версии Skytrax. Он также выиграл «Лучший аэропорт в Европе» восьмой раз.
В июне 2015 года авиакомпания Condor объявила, что хочет использовать аэропорт как базу для своих дальнемагистральных маршрутов на сезон летней навигации 2016 года. Condor уже открывала ближне- и среднемагистральные рейсы, а также возобновила дальнемагистральные зимой 2013 года после шестилетнего перерыва. В ноябре 2015 года авиакомпания Transavia объявила о своём намерении сделать в Мюнхене хаб, где будут размещены 4 самолёта, обслуживающие 18 новых направлений весной 2016 года.
В течение 2015 года аэропорт Мюнхена обслужил более 40 млн пассажиров за год впервые в своей истории.

## Терминалы и сооружения
Аэропорт Мюнхен занимает общая площадь в 15,6 км²(из них 7,8 км² — зона безопасности). Большинство сооружений аэропорта находятся в зоне между двумя параллельными ВПП. Подъездная дорога и железная дорога отделяют западную часть на южную половину, где находятся карго- и обслуживающие сооружения, и северную половину, где находятся большей частью административные здания и обслуживающие сооружения, долгосрочная стоянка для «отпускников», а также экскурсионный «Центр для посетителей». Далее следует западная площадка для стоянки самолётов и Терминал 1, Munich Airport Center (MAC), Терминал 2 и восточная стоянка для самолётов. В мюнхенском аэропорту два пассажирских терминала, через каждый проходили около 20-25 млн пассажиров в 2014 году.

### Терминал 1

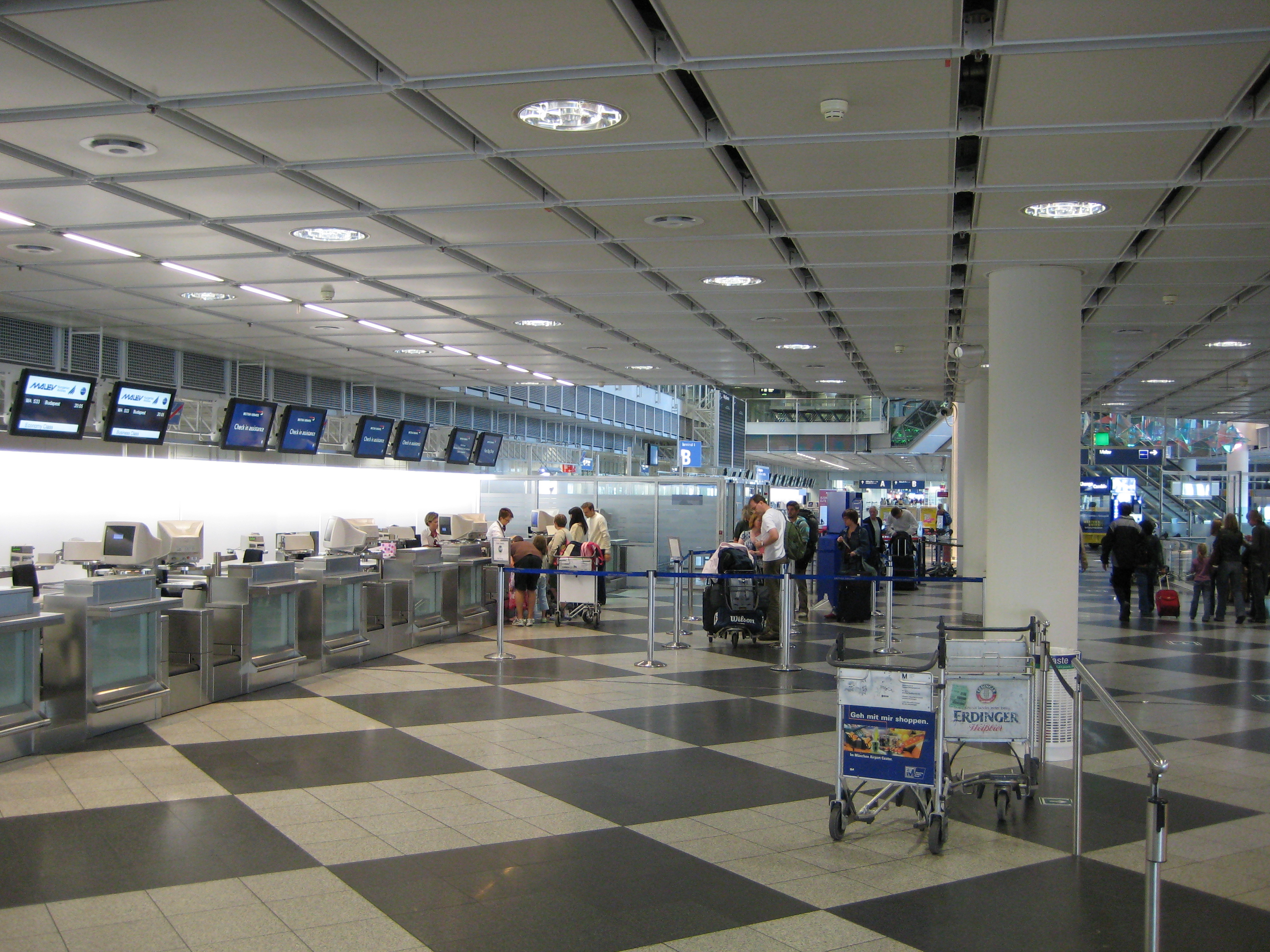
Зона регистрации в Терминале 1B

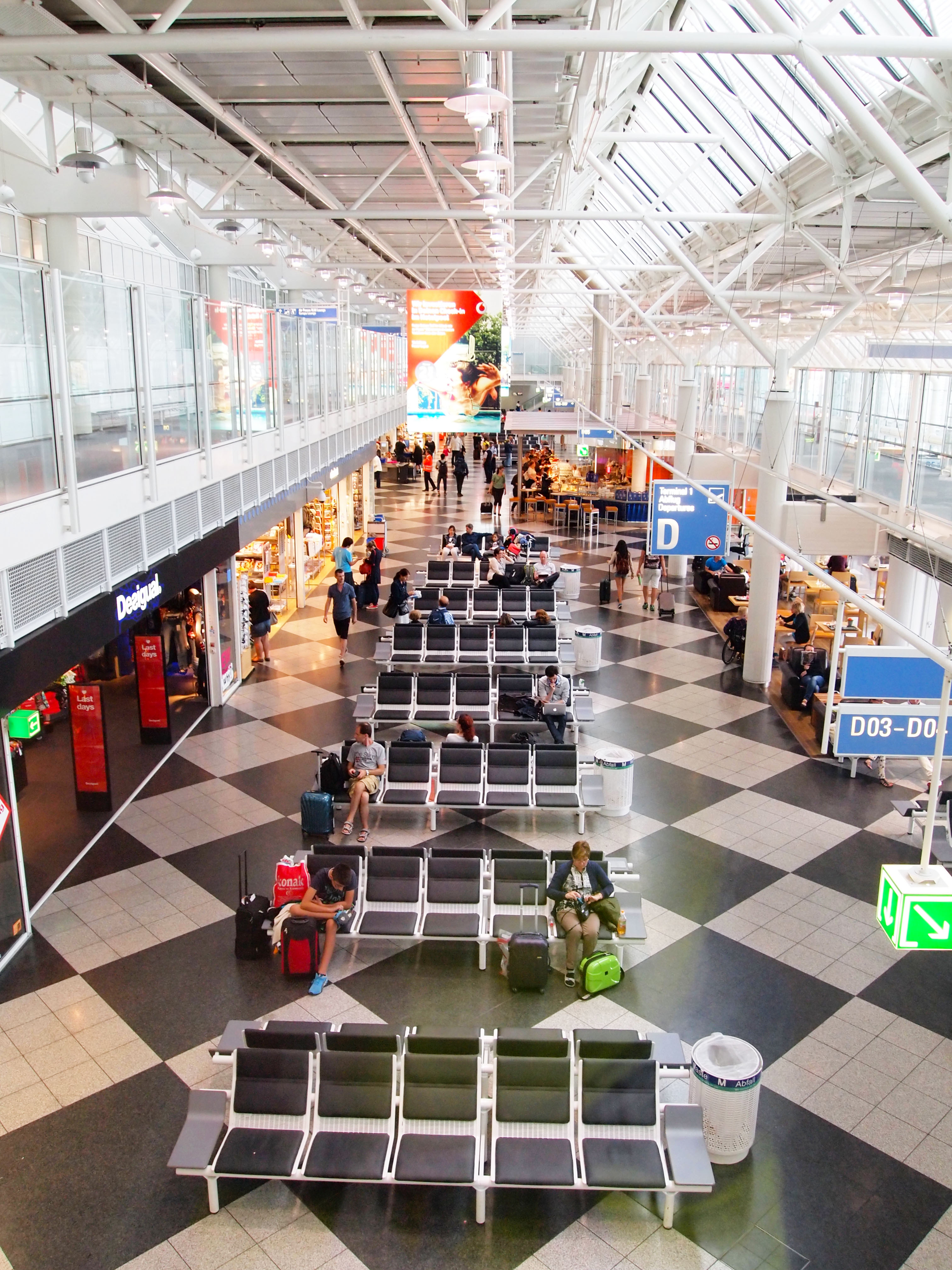
Зона выхода на посадку в Терминале 1D

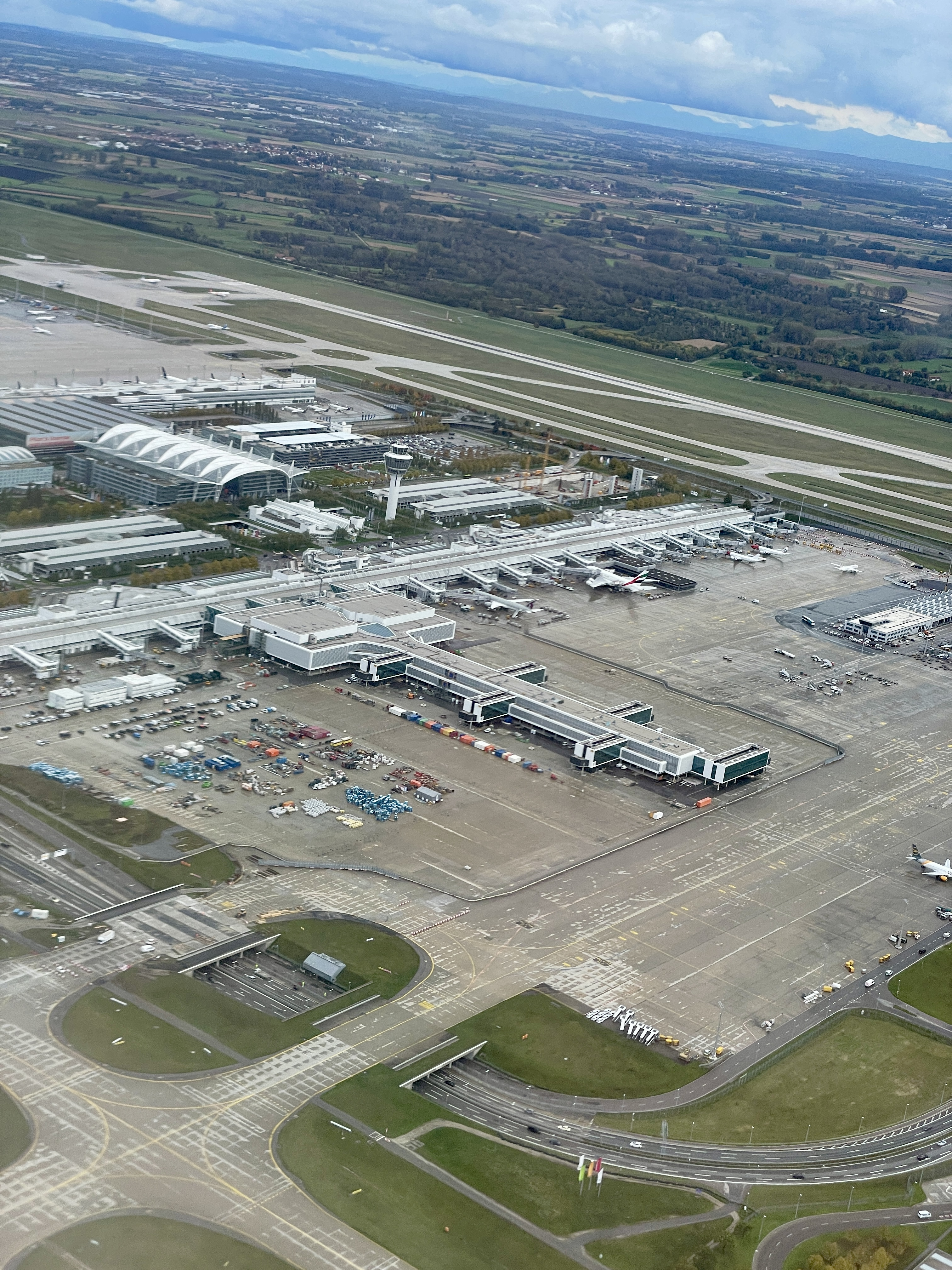
Расширение Терминала 1 по состоянию на 10 октября 2024 года

Терминал 1 - это более старый терминал. Ввод в эксплуатацию: 17 мая 1992 года. Пропускная способность: Проектная — 25 млн/год, и он разделён на пять модулей, обозначенных A, B, C, D и E. Модули с A по D предоставляют все необходимые услуги для осуществления процедур вылета и прилёта, включая индивидуальные подвозки к самолётам и парковку, в то время, как модуль E оборудован только для обслуживания прилётов. Подобный дизайн в принципе делает каждый модуль самостоятельным и независимым суб-терминалом. Модули A и D используются для обслуживания рейсов по Шенгенской зоне, в то время как модули B и C обслуживают рейсы, вылетающие за пределы Шенгена. Зал F находится отдельно, он расположен около Терминала 2 и обслуживает рейсы с повышенными требованиями безопасности, то есть рейсы в Израиль. Кроме того, стойки регистрации для некоторых рейсов, отправляющихся из Терминала 1 находятся в центральной зоне Z (нем. Zentralbereich), где также находятся большинство магазинов и ресторанов, а также пересадка на станцию пригородной электрички.
Длина терминала ок. 1081 м, в нём располагается 21 трап, два из которых были перестроены в залы ожидания для подвозки на автобусе. Один выход на посадку был переоборудован тремя трапами для того, чтобы обслуживать самолёты Airbus A380, которые на регулярных рейсах использует авиакомпания Emirates. На перроне перед терминалом располагаются 60 мест для стоянок воздушных судов, некоторые из них оборудованы специальными перронными трапами, к которым пассажиров доставляют на автобусах. Это особенное решение позволяет пассажирам садиться в самолёт вне зависимости от погодных условий, но также и не затратно финансово — нет необходимости строить дополнительный терминал-спутник.
Терминал 1 в настоящее время обслуживает рейсы всех авиакомпаний, которые не являются членами или партнёрами авиационного альянса Star Alliance, за исключением Turkish Airlines. Однако, из-за отсутствия должной вместимости Терминала 2, дочерняя компания немецкой Lufthansa, Germanwings и бывший член альянса Condor снова переведены в Терминал 1 в 2007 году. Вместе с тем Germanwings была обратно переведена в Терминал 2 в конце 2015 года. Некоторые крупные авиакомпании, вылетающие из Терминала 1: Condor, Emirates, Qatar Airways, American Airlines, Delta Air Lines, easyJet и TUIfly, а также некоторые другие.
По состоянию на декабрь 2015 года планируется большое изменение дизайна Терминала 1, включающее увеличение пропускной способности и расширение центральной части терминала на запад для централизованного прохождения пассажирами авиационной безопасности, а также сооружения дополнительных торговых площадей.

### Терминал 2

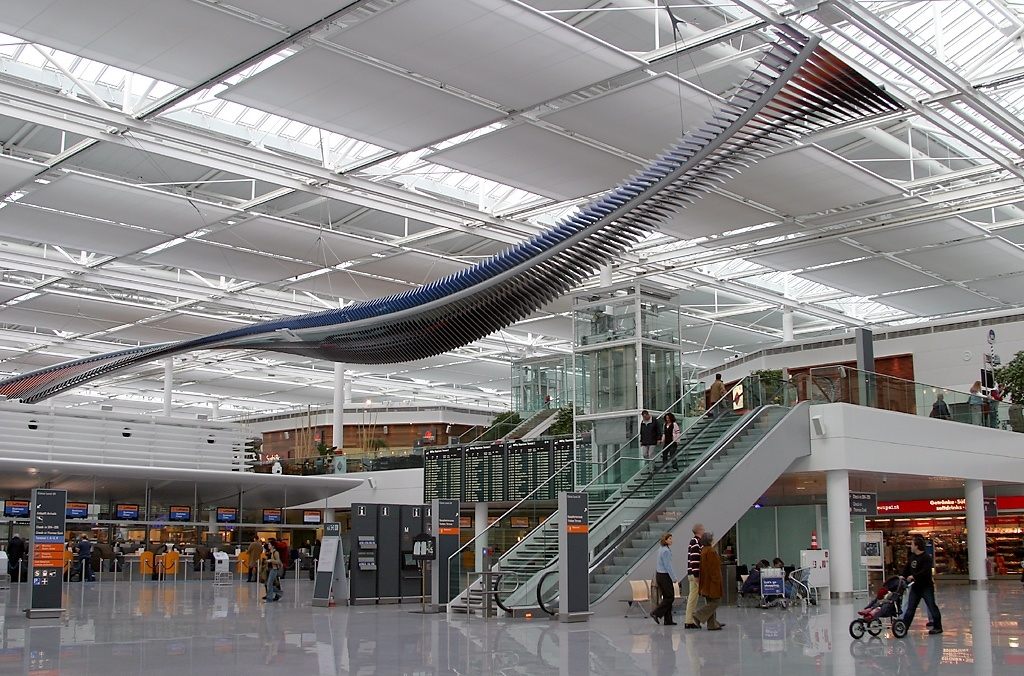
Зона регистрации в Терминале 2

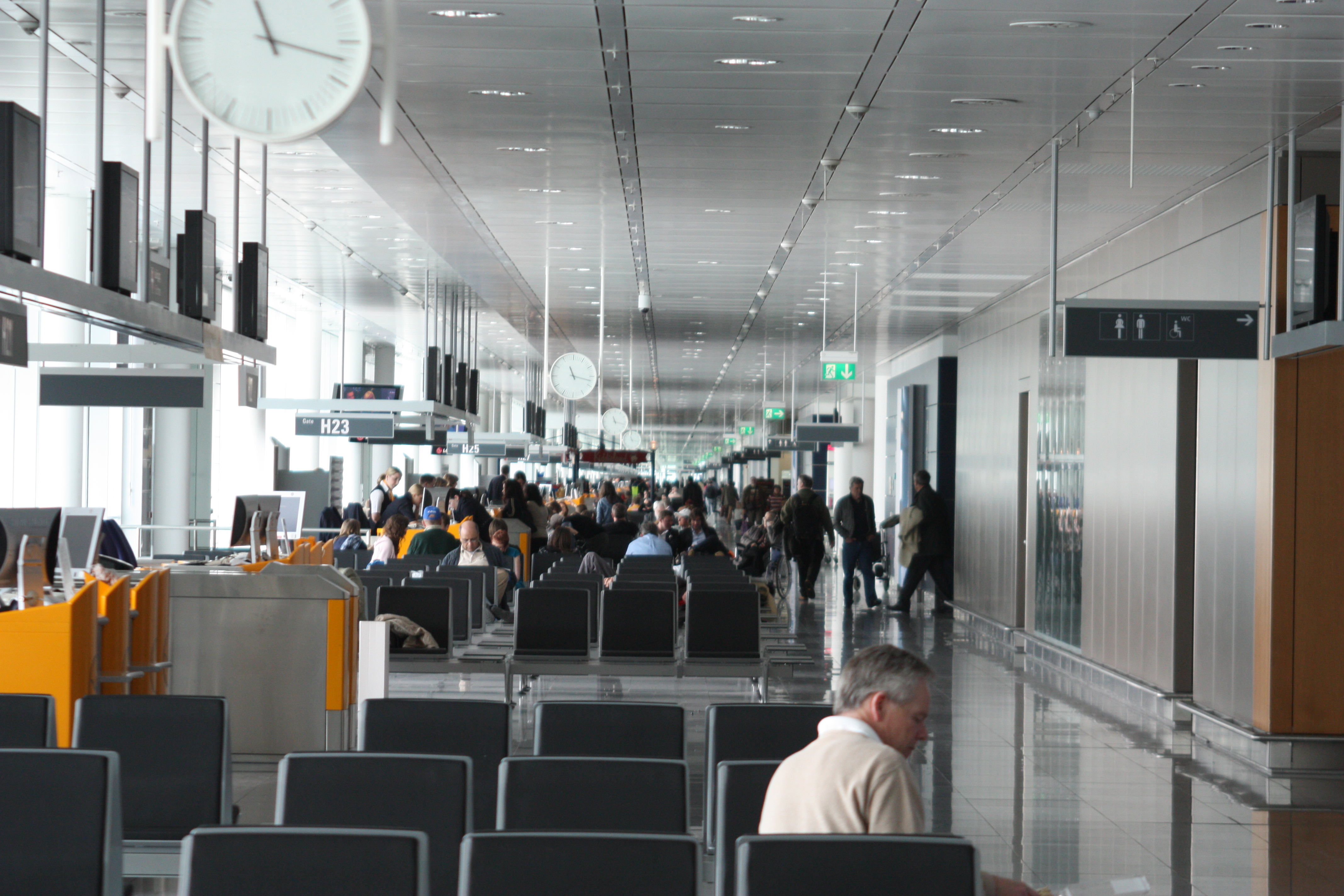
Зона у ворот выхода на посадку в Терминале 2

Терминал 2 начал работу 29 июня 2003 года. Его расчётная пропускная способность 25 млн пассажиров в год. Он используется исключительно авиакомпанией Lufthansa и всеми членами Star Alliance, кроме Turkish Airlines. Партнёры Star Alliance Air Malta, Luxair и BMI Regional также обслуживаются в этом терминале.
Будучи разработанным как хабовый терминал, он не разбит на модули как Терминал 1. Напротив, все сооружения сосредоточены вокруг центральной Плазы. Из-за требований безопасности, предложенных ЕС, терминал был оборудован для обслуживания пассажиров, прилетающих из стран, считающихся небезопасными, то есть не поддерживающих те же требования, что и ЕС. Это потребовало сооружения нового уровня, так как, в отличие от других аэропортов, Терминал 2 не имеет отдельных зон для прилетающих и улетающих пассажиров. Новый уровень 06 открылся 15 января 2009 года.
Пирс имеет 980 м в длину и оборудован 24 телескопическими трапами. Всего на восточном перроне могут стоять 75 воздушных судов. Когда свободного места не хватает, Терминал 2 иногда использует стоянки на западном перроне, к которым пассажиров подвозят на автобусах. Терминал 2 также может обслуживать суда типа Airbus A380, однако в нём нет специальных или дополнительных трапов, до тех пор пока не откроется новый терминал-спутник. С учётом того, что на сегодняшний день ни одна авиакомпания из обслуживающихся в Терминале 2 не использует в Мюнхене A380, самым большим пассажирским самолётом на регулярных рейсах остаётся Boeing 747-400 компании Thai Airways.
В Терминале 2 есть два главных уровня для вылетов, 04 и 05, а также дополнительные выходы на посадку для автобусов на нижнем уровне 03. Выходы на посадку на уровне 05 (H) обозначены как не-Шенгенские выходы. До открытия нового трансферного уровня 06, самые северные выходы на посадку были за дополнительными пунктами проверки безопасности для рейсов в США. Нижний уровень 04 (G) располагает выходами на посадку для Шенгенской зоны. Автобусные выходы на уровне 03 также обозначены G и тоже предназначены для шенгенских рейсов. Уровень 03 меньше, чем основные и состоит из двух отдельных частей, в которые можно попасть из двух мест с уровня 04. Одна зона из этих выходов на посадку зарезервирована для компании Air Dolomiti.
Терминалом управляет Terminal-2-Betriebsgesellschaft (с нем. Управляющая компания Терминала 2), которой владеет Flughafen München GmbH на 60 % и Lufthansa на 40 %. Таким образом, Терминал 2 — первый в ФРГ, которым владеет авиакомпания.

### Терминал 2-Спутник
В то время как Терминал 1 все еще имеет запас по объёму пассажиропотока — в 2011 году он обслужил около 11 млн пассажиров — расширение Терминала 2, который работает сверх максимальной возможности, обслуживая 27,5 млн человек в 2013 году, стало необходимо для Lufthansa и ее партнеров по Star Alliance, чтобы обеспечить бесперебойные трансферы пассажиров в пределах одного терминала, а также чтобы предоставить самолётам больше стоянок с телескопическими трапами и дополнительными зонами ожидания. Когда Терминал 2 и его восточный перрон были построены до 2003 года, некоторая подготовка для Терминала-Спутника была проведена ещё тогда.
Сооружение здания-спутника было одобрено в 2010 году и началось в 2012. Строительство было полностью завершено в 2015 году. Терминал-спутник будет открыт 26 апреля 2016 года после испытательных прогонов с помощью добровольцев, которые начались в январе 2016 года. Это расширение Терминала 2 произошло за счёт уже существующего ангара сортировки багажа на восточном перроне, он был обновлён, было надстроено несколько этажей и он стал терминалом-спутником. Кроме тоннеля транспорта багажа, существовали ещё три неиспользуемых тоннеля около перрона Терминала 2, один из которых был оснащён полностью автоматической электричкой фирмы Bombardier Transportation для перевозки пассажиров из главного здания Терминала 2 в Терминал-Спутник.
Новое здание-спутник 609 м в длину и занимает площадь 125 тыс. кв.м. Оно позволит дополнительно обслуживать 11 млн пассажиров ежегодно, добавятся 52 выхода на посадку, 27 место стоянок для самолётов, 11 из которых будут обслуживать широкофюзеляжные суда включая Airbus A380. Терминал будет обслуживать Шенгенские и не-Шенгенские рейсы. в нём будут установлены 44 новых будки паспортного контроля и 24 линии для проверки на авиационную безопасность для трансферных пассажиров, а также новые рестораны, магазины и 5 новых бизнес-залов Lufhansa. Однако, Терминал-Спутник будет только стерильной зоной, регистрация и выдача багажа будет по-прежнему производиться только в основном здании Терминала 2. Стоимость проекта оценивается в 60 млн евро, которые поделят между собой оператор аэропорта (60 %) и авиакомпания Lufthansa (40 %). Расширение Спутника в здание в форме буквы «Т» планируется в будущем в том числе и вместе со строительством ещё одного здания-спутника и, возможно, Терминала 3 на востоке.

### Munich Airport Center

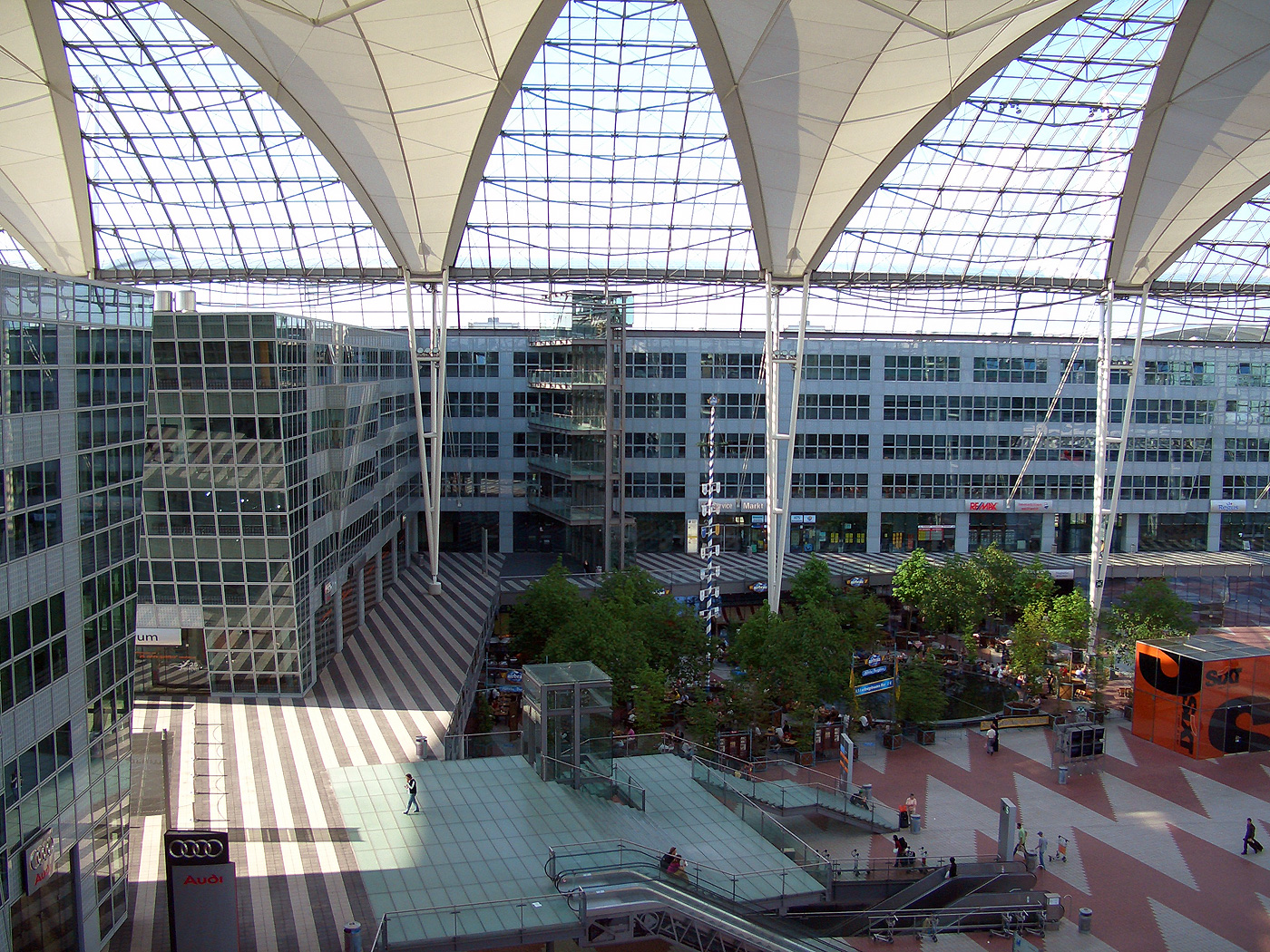
Munich Airport Center

The Munich Airport Center (сокращённо MAC) — торговая, деловая и прогулочная зона, соединяющая два терминала. В старой Центральной Зоне (нем. Zentralbereich), которая изначально была построена как часть Терминала 1, располагается торговый центр и станция S-Bahn, мюнхенской пригородной электрички. Новый Форум MAC, построенный с Терминалом 2 это большая открытая зона, с частично натянутой над ней крышей, которая выглядит как шатёр. Рядом находится аэропортовый отель сети Hilton Hotels & Resorts, который был сконструирован всемирно известным архитектором Гельмутом Яном (Helmut Jahn) и архитектурной фирмой PWP Landscape Architecture в 1994 году.
В Munich Airport Center располагается единственный во всей Баварии супермаркет, где можно купить продукты ежедневно с 05:30 утра до полуночи, включая воскресения. На этот супермаркет не действует баварский закон о закрытии магазинов (нем. Ladenschlussgesetz).

### Взлётно-посадочные полосы
Аэропорт имеет две параллельные взлётно-посадочные полосы и одну бетонную вертолётную площадку. Каждая из ВПП (08R/26L и 26R/08L) по 4 000 м длиной и 60 м шириной.

#### Планируемая третья ВПП
Третья ВПП увеличила бы количество запланированных взлётов-посадок воздушных судов с 90 до 120 в час. Она должна идти параллельно существующим ВПП и находиться к северо-востоку от ныне существующей восточной полосы, таким образом значительно увеличивая площадь территории, занимаемой аэропортом. Согласно фирме-оператору аэропорта Flughafen München GmbH (FMG), ныне существующая система из двух ВПП уже работает на полную мощность во время часов пик, и запросы на дополнительные слоты от авиакомпаний не могут быть удовлетворены. Ожидается дальнейшее увеличение воздушного трафика, а Мюнхен должен стать вторым по величине и загрузке немецким хабом после аэропорта Франкфурта.
В августе 2007 года оператор аэропорта подал заявку на планируемое разрешение от правительства Верхней Баварии. Более 60 тыс. объектов были задокументированы во время публичной презентации планов. Протесты, судебные иски и результаты городского референдума против строительства третьей ВПП позднее были отклонены Административным судом Баварии, разрешая таким образом строительство.
26 июля 2011 года правительство Верхней Баварии выдало районное разрешение на строительство третьей ВПП. Этим решением районная администрация после тщательного исследования и рассмотрения, однозначно одобрило представленную необходимость представленную управляющей фирмой Flughafen München GmbH и планы по строительству третьей ВПП. Кроме того, с одобрением строительства правительством Верхней Баварии связывается и быстрое завершение строительства. Тем не менее, компания приняла решение последовать совету Высшего административного суда Баварии и не продолжать проектирование до тех пор, пока основные принципы по проекту не будут согласованы. В настоящее время проект рассматривается в суде. В случае его получения, разрешение на строительство связанное с проблемный районом, будет действительно в течение 15 лет.
Так как согласно указаниям ICAO (Annex XIV) новая ВПП должна будет называться 08L/26R (существующая северная ВПП будет переименована в 08C/26C), в проекте она носит название 09/27.
В 2015 году руководство аэропорта получило одобрение Федерального административного суда Германии на строительство третей ВПП, несмотря на все жалобы и апелляции, подтверждая таким образом решение Высшего административного суда Баварии 2014 года дать разрешение на строительство. План строительство включает новую ВПП длиной 4000 м к северо-востоку от аэропорта и новый спутниковый терминал около Терминала 2, который должен открыться в 2016 году. Однако, строительство может быть задержано, так как проект должен быть одобрен тремя органами: правительством Баварии, правительством ФРГ и правительством города Мюнхен. Последний противится планам из-за результатов референдума 2012 года.

### Зоны парковки

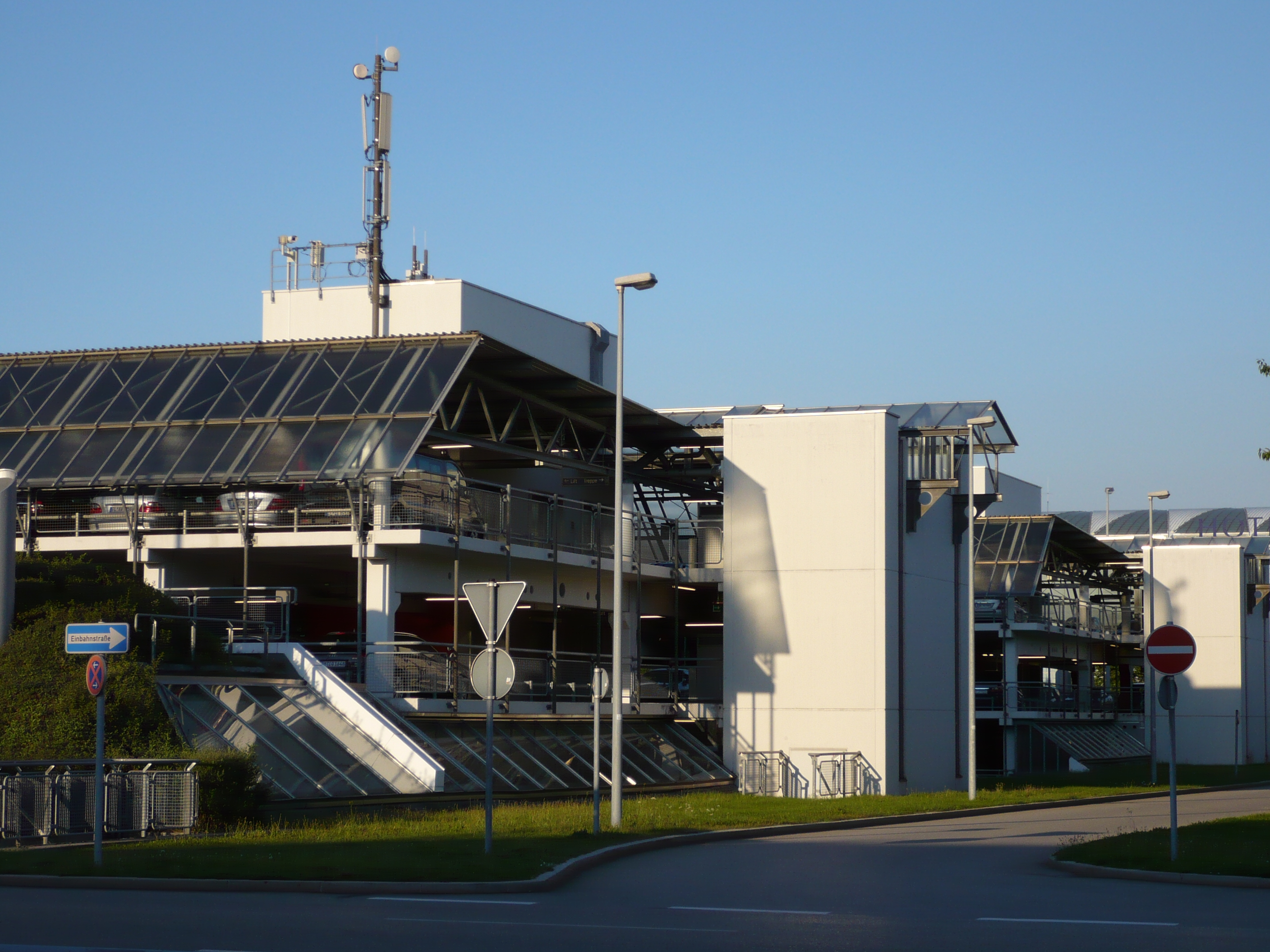
Паркинг перед Терминалом 1

В настоящее время существуют 5 паркингов и 6 подземных парковок, которые вместе вмещают 30 000 автомобилей, из которых примерно 16 500 находятся под крышей. Паркинг P20 у Терминала 2 с 6400 парковочными местами на 11 этажах (включая 4 под землёй) с момента ввода в строй в 2003 году был самым крупным паркингом в Германии пока новый парковочный парк около Allianz Arena не открылся в 2005 году. Парковочные помощники были установлены в паркингах, они определяют свободно ли место, и когда новые автомобили заезжают в гараж, им показывают, где есть свободные места.
Кроме обычных парковок, мюнхенский аэропорт предлагает за дополнительную плату специальные парковочные места с дополнительными преимуществами. Это включает, например, специального сотрудника-парковщика, когда он забирает у вас машину перед отправлением самолёта и паркует её. Опция «Park, Sleep & Fly» (Паркуйся, Спи и Лети) включает в себя ночь в отеле «Хилтон» на территории аэропорта. Есть возможность запарковать автомобили нестандартных размеров, т. н. XXL-паркинг и аккуратная парковка. В гараже Р20 есть специальный этаж, где запаркованные машины охраняются. Можно также заказать дополнительные услуги, мойку машины, мойку салона, заправку и т. д.
Чтобы сделать шопинг в общественных зонах аэропорта более привлекательным для жителей близлежащих к аэропорту деревень, существуют специальные предложения, когда можно запарковаться на срок до 3 часов бесплатно в гараже P20. В восточной части центра аэропорта существует кратковременная парковка, где можно остановиться бесплатно максимум на 30 минут. В период отпусков и каникул другие дешёвые возможности парковки предоставляются в паркинге P8.

### Удобства для посетителей

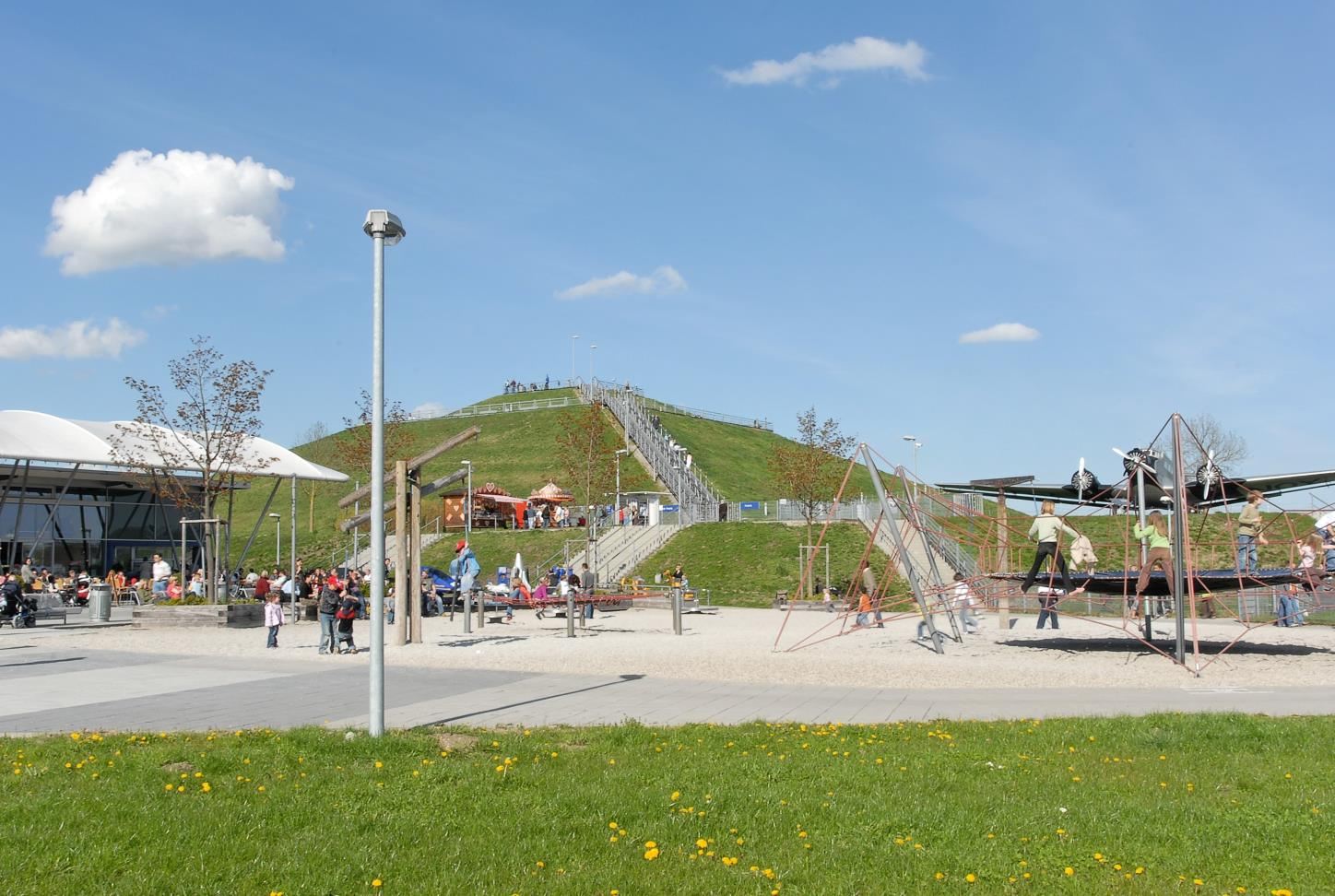
Парк посетителей в мюнхенском аэропорту

В целях улучшения обслуживания посетителей и туристов, администрация аэропорта решила создать т. н. «Парк посетителей», который включает в себя «Холм посетителей», с которого открывается хороший вид на западный перрон и Терминал 1, а также ресторан и магазин, где продаются модели самолётов и другие вещи для коллекционеров. Парк обслуживается железнодорожной станцией с одноимённым названием, «Besucherpark». Вид с холма показан на фотографии сбоку от текста. В парке также выставлены на обозрения исторические воздушные суда, модели Super Constellation, Douglas DC-3 и Junkers Ju 52.
Кроме того, на крыше Терминала 2 есть застеклённая терраса для посетителей с диванами. Оттуда открывается вид на восточный перрон. На террасу могут зайти все посетители. Раньше за вход брали деньги, но с сентября 2013 года вход бесплатный. Есть также два дополнительных маленьких «Зала для посетителей» на северной оконечности северной ВПП и в центре южной ВПП.

## Критика
В 2014 и 2015 году компания SkyTrax признала аэропорт лучшим в Европе и третьим в мире по различным показателям, а также на основании голосования пассажиров, воспользовавшихся услугами аэропорта.

## Авиакомпании и пункты назначения
Condor Airlines

## Статистика

### Пассажиропоток

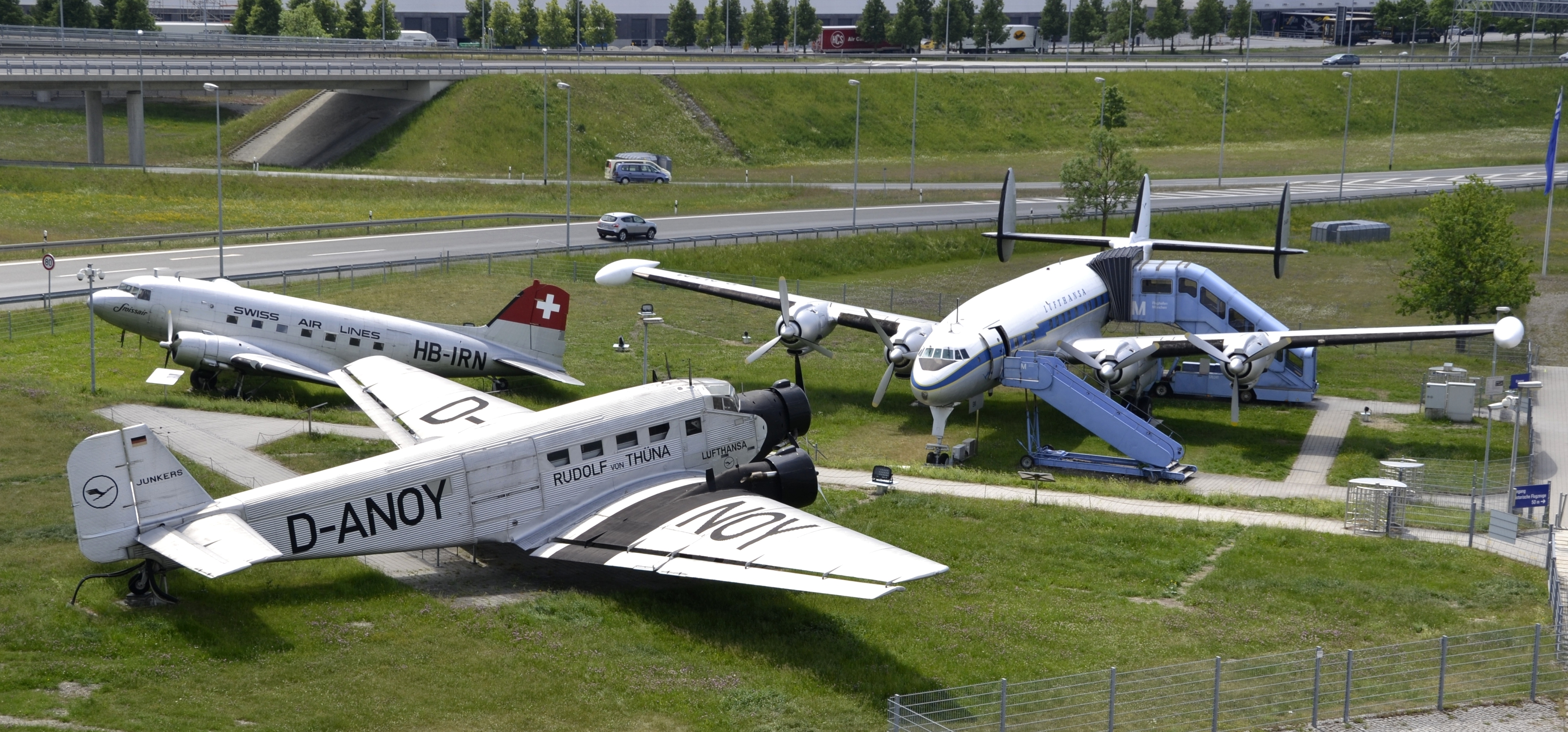
Исторические самолёты на выставке в «Центре посетителей»

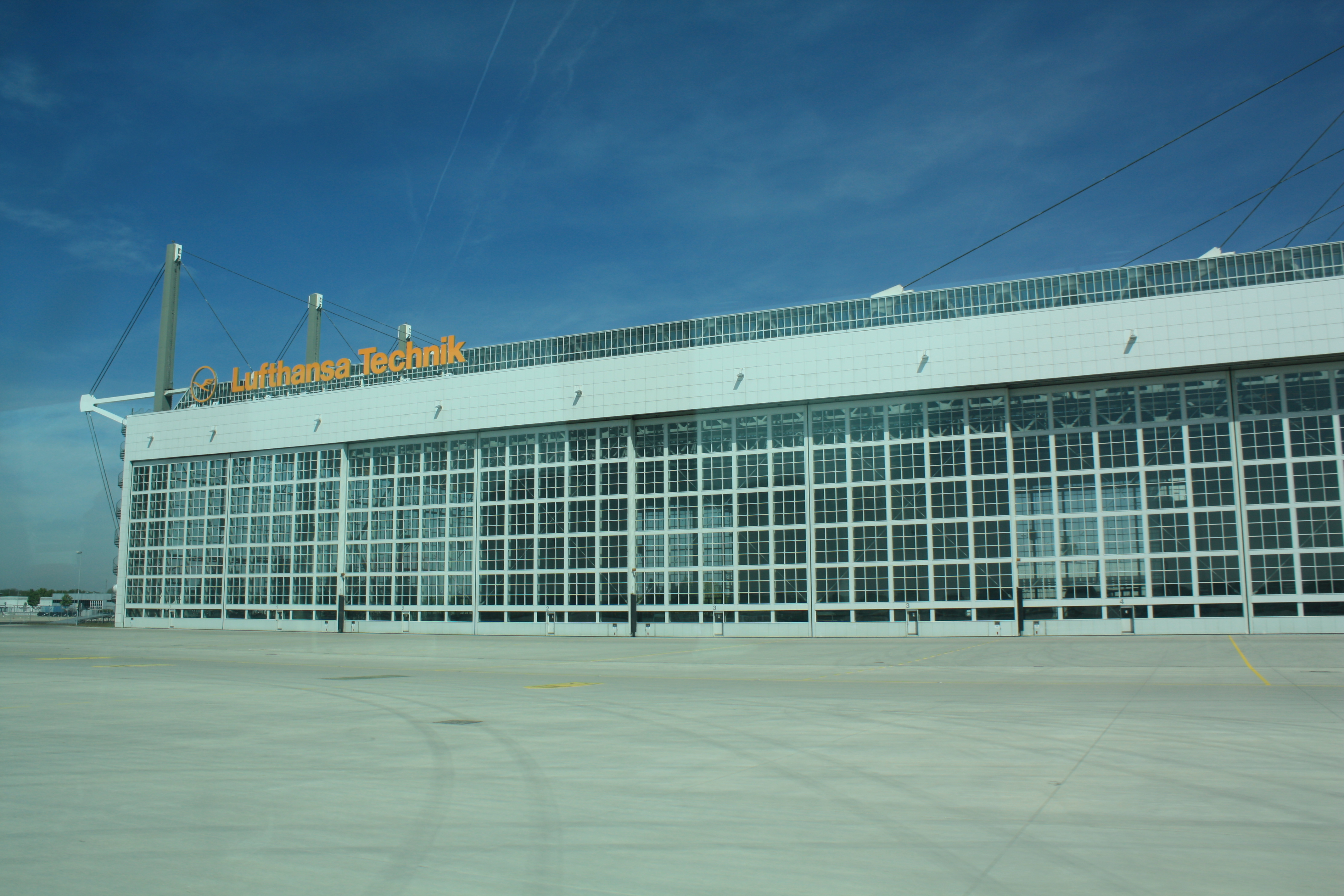
Ремонтные мастерские Lufthansa Technik в мюнхенском аэропорту

| 2000          | 23,125,872   |
| 2001          | ▲ 23,646,900 |
| 2002          | ▼ 23,163,720 |
| 2003          | ▲ 24,193,304 |
| 2004          | ▲ 26,814,505 |
| 2005          | ▲ 28,619,427 |
| 2006          | ▲ 30,757,978 |
| 2007          | ▲ 33,959,422 |
| 2008          | ▲ 34,530,593 |
| 2009          | ▼ 32,681,067 |
| 2010          | ▲ 34,721,605 |
| 2011          | ▲ 37,763,701 |
| 2012          | ▲ 38,360,604 |
| 2013          | ▲ 38,672,644 |
| 2014          | ▲ 39,700,515 |
| Источник: ADV |              |

### Статистика маршрутов
| №                    | Направление                | Пассажиров      | Изменение       |
| Континентальные      | Континентальные            | Континентальные | Континентальные |
| -------------------- | -------------------------- | --------------- | --------------- |
| 1                    | Великобритания, Лондон     | 1,173,000       | ▲ 1,4 %         |
| 2                    | Франция, Париж             | 913,200         | ▼ 1,4 %         |
| 3                    | Испания, Мадрид            | 741,000         | ▲ 15,2 %        |
| 4                    | Нидерланды, Амстердам      | 728,100         | ▲ 5,5 %         |
| 5                    | Испания, Барселона         | 724,300         | ▲ 1,2 %         |
| 6                    | Турция, Стамбул            | 640,100         | ▼ 1,8 %         |
| 7                    | Испания, Пальма де Майорка | 618,000         | ▲ 9,6 %         |
| 8                    | Италия, Рим                | 602,500         | ▲ 12,0 %        |
| 9                    | Турция, Анталия            | 556,300         | ▲ 7,6 %         |
| 10                   | Австрия, Вена              | 540,300         | ▼ 3,7 %         |
| Интерконтинентальные |                            |                 |                 |
| 1                    | ОАЭ, Дубай                 | 691,800         | ▲ 4,8 %         |
| 2                    | США, Ньюарк                | 330,400         | ▲ 0,9 %         |
| 3                    | США, Чикаго                | 303,000         | ▲ 2,8 %         |
| 4                    | ОАЭ, Абу-Даби              | 275,000         | ▲ 80,3 %        |
| 5                    | Катар, Доха                | 269,700         | ▲ 4,6 %         |
| 6                    | Япония, Токио              | 253,400         | ▼ 15,1 %        |
| 7                    | США, Вашингтон             | 246,000         | ▲ 0,2 %         |
| 8                    | Китай, Пекин               | 233,600         | ▲ 0,5 %         |
| 9                    | Канада, Торонто            | 228,900         | ▲ 33,3 %        |
| 10                   | Китай, Шанхай              | 207,500         | ▲ 11,6 %        |

## Технические данные
Аэропорт Мюнхена использует автоматизированную систему управления багажом (BHS).

## Транспортное сообщение

### На автомобиле
До аэропорта можно добраться по близлежащей трассе А92, которая соединена с федеральной трассой А9 и мюнхенской кольцевой А99.
Баварская государственная дорога St. 2584 соединяет выезд № 6 с А92 (Flughafen München) — неполный перекрёсток, которым может воспользоваться транспорт выезжающий с и едущий на запад — к терминалам. Доступ с востока возможен через выезд № 8 (Freising Ost) и баварскую государственную дорогу St. 2580, которая соединяется с St. 2584 на востоке аэропорта.

### Поездом

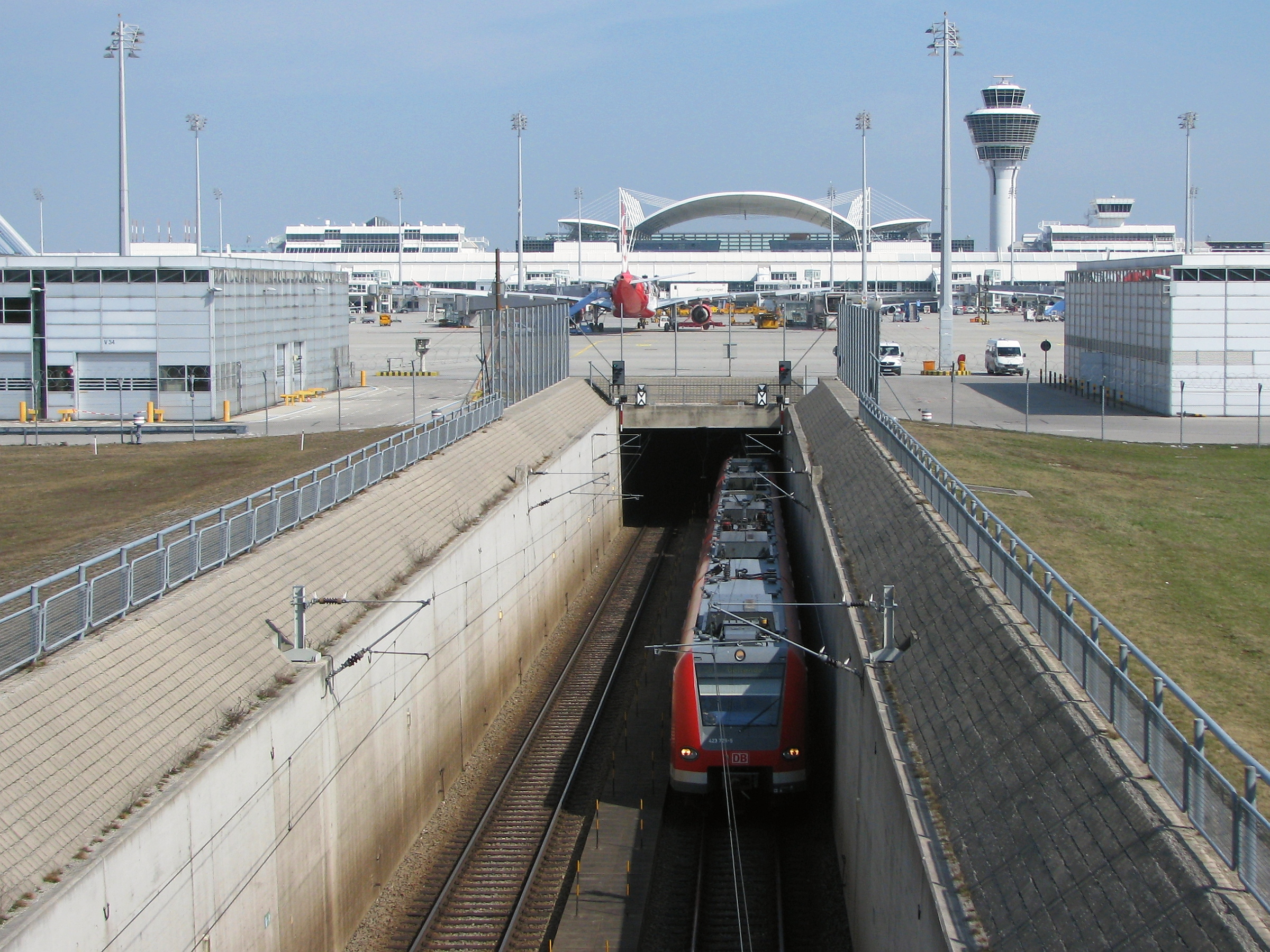
Городская электричка S-Bahn выезжает из тоннеля под перроном Терминала 1

Мюнхенский аэропорт соединён с городом пригородной электричкой S-Bahn, линии S1 и S8. Поездка занимает примерно 45 минут от/до станции Marienplatz в самом центре города. S1 едет из аэропорта через северо-восточные пригороды и въезжает в город с запада: (Hauptbahnhof — Marienplatz — München Ost), а S8 едет через восточные пригороды, проезжая эти станции с противоположной стороны. Электричка из аэропорта в город ходит примерно 20 часов в день с небольшим перерывом в районе 01:30 и 04:00.
Кроме того, регулярная автобусная линия (маршрут MVV № 635) соединяет аэропорт с городом Фрайзинг (20 мин) и одноимённой ж/д станцией. Там можно пересесть на поезда в Мюнхен, Нюрнберг, Регенсбург и Прагу.
Станция в терминале аэропорта расположена в тоннеле под центральной зоной. Вторая станция называется «Besucherpark» (нем. «Парк посетителей») и соединяет грузовые и обслуживающие терминалы, долгосрочную парковку, административные здания и Парк для посетителей, из-за которого станция и получила своё название.
Второй тоннель под терминалами в настоящее время не используется. Изначально были планы использовать его для междугородных поездов, а также для трансрапидного поезда типа «Маглев», так чтобы до центра Мюнхена можно было добраться за 10 минут. Но в марте 2008 года этот проект был свёрнут из-за слишком высокой стоимости.

### На автобусе
Автобусы компании MVV соединяют аэропорт и близлежащий город Фрайзинг, а также Эрдинг и Маркт Швабен. Lufthansa Airport Bus является альтернативой S-Bahn’у, останавливается у станции метро «Nordfriedhof» и на Центральном вокзале Мюнхена.

## Особенности аэропорта
В аэропорту имеется собственная пивоварня, по которой проводят экскурсии. В Airbräu варят несколько сортов пива, которые можно попробовать. В мюнхенском аэропорту можно отправиться на экскурсию и увидеть скрытую от глаз обычных пассажиров жизнь крупного транспортного узла Европы.